# إيرني آدامز (لاعب كرة قدم)
إيرني آدامز (بالإنجليزية: Ernie Adams)‏ (17 يناير 1948 في المملكة المتحدة - ) هو لاعب كرة قدم بريطاني في مركز حراسة المرمى. لعب مع كولتشستر يونايتد ونادي أرسنال ونادي كرو ألكساندرا وكروك تاون ‏ ودارلينجتون إف سى.

## وصلات خارجية
- إيرني آدامز على موقع قاعدة بيانات كرة القدم.إي يو (الإنجليزية)